# Dimitar Kovačevski
Dimitar Kovačevski (en macedonio: Димитар Ковачевски; 24 de julio de 1974) es un economista, empresario y político macedonio. Es líder de la Unión Socialdemócrata de Macedonia (SDSM), y desde el 16 de enero de 2022 hasta el 28 de enero de 2024, fue primer ministro de la República de Macedonia del Norte.

## Biografía

### Vida personal
Kovačevski nació en Kumanovo, es el hijo de Slobodan Kovačevski, alcalde de dicha ciudad desde 2000 a 2005 y ex embajador en Montenegro (desde 2006).

### Formación
Completó su educación superior en Waterville, Minnesota, Estados Unidos. Se graduó de la facultad de economía de Ss. Cyril and Methodius University of Skopje en 1998 y recibió el grado de máster en la misma facultad en 2003. Completó sus estudios de doctorado en economía en la Universidad de Montenegro en 2008.

## Carrera política
Después de las elecciones parlamentarias de 2020, Kovačevski fue nombrado viceministro de Finanzas en el segundo gobierno de Zoran Zaev. El parlamento lo eligió para este cargo el 23 de septiembre de 2020.
El 31 de octubre de 2021, después de una derrota las elecciones locales, Zaev anunció su renuncia como primer ministro y líder de la Unión Socialdemócrata. Esto provocó inestabilidad en la frágil mayoría gobernante, que, sin embargo, sobrevivió a un intento de la oposición liderada por VMRO-DPMNE para una moción de censura. Posteriormente, el gobierno de Zaev reforzó su mayoría parlamentaria al obtener el apoyo de otros cuatro diputados de Alternativa, que hasta entonces estaba en la oposición. Kovačevski acompañó a Zaev durante las negociaciones con Alternativa, que lanzó su nombre como el sucesor más probable de Zaev. Después de que Zaev dimitiera oficialmente como presidente de la SDSM, Kovačevski ganó las elecciones internas del partido el 12 de diciembre de 2021, dejando a los otros dos candidatos muy por detrás en votos y sucediendo a Zaev como líder del partido. El 30 de diciembre de 2021 fue nombrado primer ministro designado de Macedonia del Norte, asumiendo el cargo el 16 de enero de 2022.
El 25 de enero de 2024, Kovačevski renunció. A partir del 28 de enero, 100 días antes de las elecciones parlamentarias programadas para el 8 de mayo, un gobierno técnico de acuerdo con el Acuerdo de Pržino dirigirá el país.